# Хайнбоккель
Хайнбоккель (нем. Heinbockel) — община в Германии, в земле Нижняя Саксония.
Входит в состав района Штаде. Подчиняется управлению Ольдендорф. Население составляет 1531 человек (на 31 декабря 2010 года). Занимает площадь 22,7 км².
Коммуна подразделяется на 2 сельских округа.